# Сьерра-Леоне на Универсиадах
Сьерра-Леоне принимает участие в Универсиадах начиная с летней Универсиады 1959 года в Турине. На зимних Универсиадах спортивная делегация Сьерра-Леоне не участвовала ни разу.
На настоящее время спортсмены Сьерра-Леоне на всех Универсиадах завоевали в сумме 1 медаль, не золотую, медаль завоёвана на летней Универсиаде.

## Медальный зачёт
По состоянию на настоящий момент (после летней Универсиады 2021 и зимней Универсиады 2023).

### Медали на летних Универсиадах
| Универсиады   | Золото               | Серебро              | Бронза               | Всего                | Место                |
| ------------- | -------------------- | -------------------- | -------------------- | -------------------- | -------------------- |
| 1959 Турин    | 0                    | 0                    | 0                    | 0                    | —                    |
| 1961—1970     | не участвовали       | не участвовали       | не участвовали       | не участвовали       | не участвовали       |
| 1973 Москва   | 0                    | 0                    | 0                    | 0                    | —                    |
| 1975—1985     | не участвовали       | не участвовали       | не участвовали       | не участвовали       | не участвовали       |
| 1987 Загреб   | 0                    | 0                    | 0                    | 0                    | —                    |
| 1989 Дуйсбург | 0                    | 0                    | 0                    | 0                    | —                    |
| 1991 Шеффилд  | 0                    | 1                    | 0                    | 1                    | 26                   |
| 1993 Буффало  | 0                    | 0                    | 0                    | 0                    | —                    |
| 1995 Фукуока  | 0                    | 0                    | 0                    | 0                    | —                    |
| 1997 Сицилия  | 0                    | 0                    | 0                    | 0                    | —                    |
| 1999 Пальма   | не участвовали       | не участвовали       | не участвовали       | не участвовали       | не участвовали       |
| 2001 Пекин    | 0                    | 0                    | 0                    | 0                    | —                    |
| 2003—2011     | не участвовали       | не участвовали       | не участвовали       | не участвовали       | не участвовали       |
| 2013 Казань   | 0                    | 0                    | 0                    | 0                    | —                    |
| 2015 Кванджу  | 0                    | 0                    | 0                    | 0                    | —                    |
| 2017 Тайбэй   | 0                    | 0                    | 0                    | 0                    | —                    |
| 2019 Неаполь  | 0                    | 0                    | 0                    | 0                    | —                    |
| 2021 Чэнду    | 0                    | 0                    | 0                    | 0                    | —                    |
| 2023          | Универсиада отменена | Универсиада отменена | Универсиада отменена | Универсиада отменена | Универсиада отменена |
| Всего         | 0                    | 1                    | 0                    | 1                    |                      |